# العلاقات الفلبينية الفانواتية
العلاقات الفلبينية الفانواتية هي العلاقات الثنائية التي تجمع بين الفلبين وفانواتو.

## مقارنة بين البلدين
هذه مقارنة عامة ومرجعية للدولتين:
| وجه المقارنة                                              | الفلبين                       | فانواتو                                  |
| --------------------------------------------------------- | ----------------------------- | ---------------------------------------- |
| المساحة (كم2)                                             | 343.45 ألف                    | 12.19 ألف                                |
| عدد السكان (نسمة)                                         | 104.92 مليون                  | 276.24 ألف                               |
| الكثافة السكانية (ن./كم²)                                 | 305.49                        | 22.66                                    |
| العاصمة                                                   | مانيلا                        | بورت فيلا                                |
| اللغة الرسمية                                             | اللغة الفلبينية، لغة إنجليزية | اللغة البسلاما، لغة فرنسية، لغة إنجليزية |
| العملة                                                    | بيسو فلبيني                   | فاتو فانواتي                             |
| الناتج المحلي الإجمالي (بليون دولار)                      | 313.60 مليار                  | 862.88 مليون                             |
| الناتج المحلي الإجمالي (تعادل القوة الشرائية) بليون دولار | 743.90 مليار                  | 790.76 مليون                             |
| الناتج المحلي الإجمالي الاسمي للفرد دولار أمريكي          | 2.90 ألف                      | 2.81 ألف                                 |
| الناتج المحلي الإجمالي للفرد دولار أمريكي                 | 7.39 ألف                      | 3.03 ألف                                 |
| مؤشر التنمية البشرية                                      | 0.668                         | 0.594                                    |
| رمز المكالمات الدولي                                      | +63                           | +678                                     |
| رمز الإنترنت                                              | .ph                           | .vu                                      |
| المنطقة الزمنية                                           | توقيت الفلبين                 | ت ع م+11:00                              |

## مدن متوأمة
في ما يلي قائمة باتفاقيات التوأمة بين مدن فلبينية وفانواتية:
- ترتبط ناغا مع محافظة شيفا باتفاقية توأمة.

## منظمات دولية مشتركة
يشترك البلدان في عضوية مجموعة من المنظمات الدولية، منها:
| علم المنظمة | اسم المنظمة                        | تاريخ انضمام الفلبين | تاريخ انضمام فانواتو |
| ----------- | ---------------------------------- | -------------------- | -------------------- |
|             | يونسكو                             | 21 نوفمبر 1946       | 10 فبراير 1994       |
|             | مؤسسة التمويل الدولية              | 12 أغسطس 1957        | 28 سبتمبر 1981       |
|             | بنك التنمية الآسيوي                | 1966                 | 1981                 |
|             | منظمة حظر الأسلحة الكيميائية       | ?                    | ?                    |
|             | مؤسسة التنمية الدولية              | 28 أكتوبر 1960       | 28 سبتمبر 1981       |
|             | منظمة التجارة العالمية             | 1995                 | ?                    |
|             | وكالة ضمان الاستثمار متعدد الأطراف | 8 فبراير 1994        | 27 يوليو 1988        |
|             | الاتحاد البريدي العالمي            | ?                    | ?                    |
|             | الاتحاد الدولي للاتصالات           | 25 مايو 1912         | 30 مارس 1988         |
|             | الأمم المتحدة                      | 24 أكتوبر 1945       | 15 سبتمبر 1981       |
|             | البنك الدولي للإنشاء والتعمير      | 27 ديسمبر 1945       | 28 سبتمبر 1981       |
|             | المنظمة الهيدروغرافية الدولية      | ?                    | ?                    |

## وصلات خارجية
- موقع وزارة الخارجية الفلبينية